# 물상과학
물상과학(物象科學, physical science)이란 자연과학을 크게 두 가지로 나눈 분류 중 하나로, 비(非)생물을 다루는 분야이다. 이에 대비되는 다른 한 분류는 생명과학이다. 물상과학에 속하는 하위 학문으로는 물리학, 화학, 천문학, 광물학, 지구과학 등이 있다. 그러나 일부 학문(예: 생화학 등)의 경우 물상과학과 생명과학이라는 이분법에 따라 분류하기 곤란한 경우가 있다.